# 李季安
李季安（475年—527年），陇西狄道（今甘肃临洮县）人，出自陇西李氏敦煌房，是凉武昭王的玄孙，西凉骁骑将军、祈连酒泉晋昌三郡太守李翻的曾孙，北魏使持节、侍中、都督西垂诸军事、镇西大将军、开府仪同三司、领护西戎校尉、沙州牧、并州刺史、敦煌宣公李宝的孙子，镇西将军、西兖州刺史、光禄大夫、敦煌恭侯李茂的儿子，李静、李孚、李敬安的弟弟。
李季安粗略的涉猎了经史典集，初次任官为彭城王元勰行参军，略微升任宁朔将军、步兵校尉，又外调为徐州北海王元颢抚军府长史。正光末年，元颢担任关西都督，再次将李季安招为长史，任命他管理军政，不久又加号为骁骑将军。孝昌三年（527年），李季安在军队中去世，虚岁五十三，朝廷赠予征虏将军、凉州刺史。

## 家族
陇西李氏世系图